# 塔波纳-弗勒里尼亚克
塔波纳-弗勒里尼亚克（法語：Taponnat-Fleurignac，法語發音：[tapɔna flœʁiɲak]）是法国夏朗德省的一个市镇，位于该省中部偏东，属于昂古莱姆区。该市镇于1845年由原市镇塔波纳（Taponnat）和弗勒里尼亚克（Fleurignac）合并而成。

## 地理
塔波纳-弗勒里尼亚克（45°46'45"N, 0°24'32"E）面积21.49 平方千米，位于法国新阿基坦大区夏朗德省，该省份为法国西部内陆省份，北起德塞夫勒省和维埃纳省，东临上维埃纳省，东南至多尔多涅省，南至多爾多涅省，西接滨海夏朗德省。
与塔波纳-弗勒里尼亚克接壤的市镇（或旧市镇、城区）包括：博尼约尔河畔沙斯讷伊、马里亚克勒弗朗、莱潘、里维耶尔、圣阿德瑞托里、伊夫拉克和马莱朗、昂古莱姆地区拉罗什富科。
塔波纳-弗勒里尼亚克的时区为UTC+01:00、UTC+02:00（夏令时）。

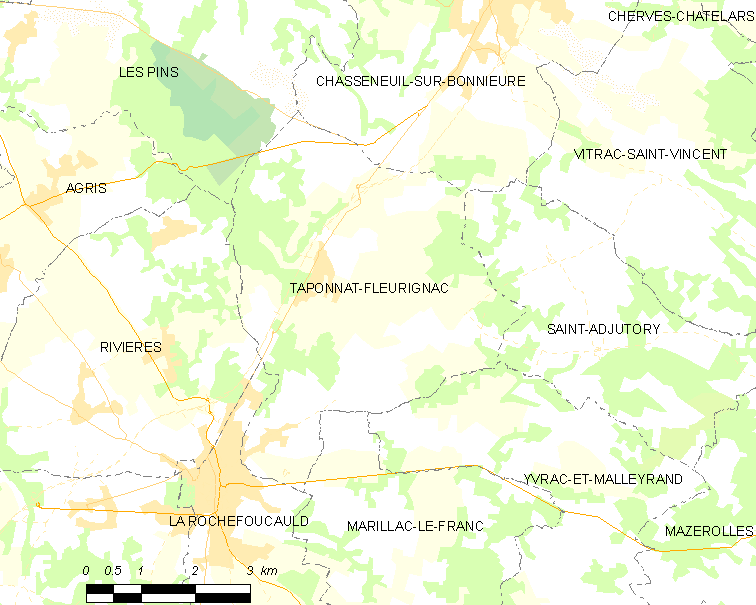
塔波纳-弗勒里尼亚克的OSM定位图

## 行政
塔波纳-弗勒里尼亚克的邮政编码为16110，INSEE市镇编码为16379。

## 政治
塔波纳-弗勒里尼亚克所属的省级选区为塔杜瓦尔河谷县。

## 人口

1962-2008年间塔波纳-弗勒里尼亚克人口变化图示

塔波纳-弗勒里尼亚克于2022年1月1日时的人口数量为1530人。